# Acrocercops quadrisecta
Acrocercops quadrisecta là một loài bướm đêm thuộc họ Gracillariidae. Nó được tìm thấy ở Ấn Độ (Maharashtra và Maharashtra).
Ấu trùng ăn Bridelia retusa và Bridelia stipularis. Chúng có thể ăn lá nơi chúng làm tổ.